# Тесей (повість)
«Тесей» — дитяча повість Олексія Валерійовича Рябініна про Тесея — міфологічного персонажа. Була опублікована у 2018 році. Це друга книга автора в трилогії його переказу давньогрецьких міфів. Дві інші: «Яблуко розбрату» (2016) і «Загадка Сфінкса» (2019).

## Сюжет
Повість «Тесей» починається з подій, які передували знайомству батьків Тесея. В місті Трезен на півострові Пелопоннес править цар Пітфей. У Пітфея є донька Ефра. Одного разу до царя Пітфея в гості приїхав афінський цар Егей, стурбований відсутністю у нього спадкоємця. Відвідавши Дельфійського оракула, Егей почув дивне пророцтво і, щоб зрозуміти його зміст, звернувся до царя Трезена, відомого своєю мудрістю. Пітфей сказав, що йому потрібен час на тлумачення прогнозів, а сам влаштував бенкет на честь гостя, під час якого одружив дуже п'яного Егея на Ефру.
Через кілька місяців Егей, так і не отримавши допомоги від Пітфея, вирішив залишити свою вагітну дружину і поїхати назад до Афін. Під один з валунів він поклав меч, щоб його нащадок, коли підросте, дістав його і разом з мечем приїхав до нього. Так Егей міг би впізнати свого сина чи доньку.
Пітфей вирішив згладити ситуацію і пустив слух, що чоловіком його доньки був не Егей, а сам Посейдон у вигляді афінського царя. Коли у Ефри народився хлопчик, його назвали Тесеєм, і місцеві жителі вважали його сином Посейдона. Геракл навчив Тесея поводженню зі зброєю та рукопашному бою. Коли Тесею виповнилось 16 років, Ефра розповіла йому про його батька. Тесей, діставши батьківський меч з-під валуна, вирішив відправитись до Афін.

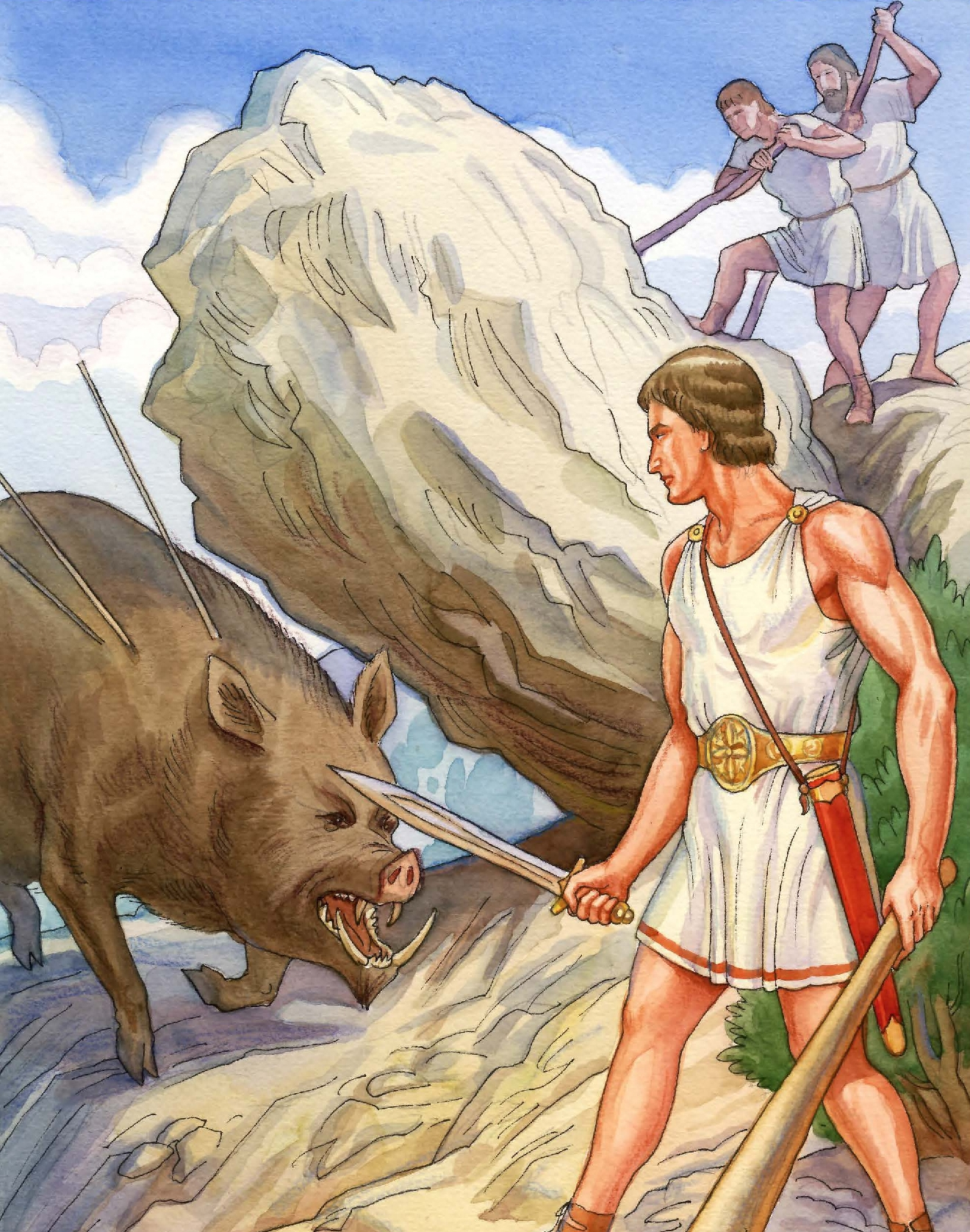
Кромміонська свиня. Ілюстрація з книги О. В. Рябініна «Тесей»

Для своєї подорожі він обрав небезпечний сухопутний шлях через Істм, на якому мандрівників могли підстерігати розбійники. Так і сталось. Спочатку Тесей зустрів Періфета — лиходія, який нападав на самотніх подорожніх і вбивав їх ударом дубини. Потім Тесей зустрів Сініса, який мешкав на Коринфському перешийку. Сініс прив'язував своїх жертв до двох зігнутих дерев, які потім відпускав, і нещасні гинули жахливою смертю. Потім, в селі Кромміон Тесей здолав Кромміонську свиню, яка місяцями тримала в страху місцевих жителів. Рухаючись вздовж морського узбережжя, Тесей зустрів старця на ім'я Скірон, і прийнявши його за розбійника, зіштовхнув з краю прірви. По дорозі в Афіни Тесей завітав в Елефсін — місто, овіяне поганою славою через жорстокість свого правителя Керкіона. Проведений поєдинок між Керкіоном та Тесеєм приніс перемогу Тесею, і місто було звільнено від жорстокого правителя. Потім неподалік від Афін на шляху Тесея зустрівся Прокруст — лиходій, який заманював подорожніх на своє кам'яне ложе і потім вбивав їх. Тесей розправився і з цим розбійником його ж способом.
Мешканці Афін знали про подвиги Тесея ще до появи юнака в місті, і навіть цар Егей хотів побачити загадкового героя. Під час зустрічі Егей не впізнав в Тесеї свого сина, але про те, що вони родичі, здогадалась нова дружина Егея — чарівниця Медея. Вона зробила усе, щоб Егей знищив Тесея, але під час бенкету на честь нового героя, Егей зрозумів, ким насправді є Тесей.
Тесей став спадкоємцем царського трону. Він зумів перемогти Палланта і його нащадків, подружився з сином царя племені лапітів Піріфоєм. Тесей вирішив перемогти Мінотавра — напівлюдину–напівбика, який жив на острові Крит в Лабіринті, і відмінити данину, яку раз в 9 років Афіни сплачували Криту, відправляючи на загибель молодих дівчат та юнаків. На допомогу Тесея прийшла донька Міноса, правителя Криту — Аріадна, з якою Тесей пообіцяв одружитись. Тесей зумів перемогти Мінотавра, але Аріадна загинула, коли вони рятувались від погоні.
Для об'єднання людей, які проживають в Аттиці, Тесей розпустив місцеву владу і створив раду, в яку увійшли представники різник громад. Тесей побував в Фессалії на весільних урочистостях свого друга Піріфоя і його нареченої Гіпподамії, під час яких відбулась битва лапітів з кентаврами. Після цього Тесея вирішив, що йому також час одружуватись і вирішив викрасти одну з амазонок — Антіопу, яка виявилась донькою цариці. Тесей та Антіопа одружились. Тесей заступився за синів Геракла, яких переслідував аргоський цар Еврісфей.
Тесей заснував Істмійські ігри — масштабні спортивні змагання, які включали в себе також змагання між поетами та музикантами. Шлюб Тесея та Антіопу був щасливим, в них народився син Іпполіт. Коли Антіопа померла, Тесей вирішив одружитись вдруге, на Федрі — молодшій доньці Міноса і сестрі Аріадни. Федра погано відносилась до Іпполіта. Її поведінка була дивною. Плетучи інтриги, вона змусила Іпполіта поїхати до Трезена, а коли він в поспіху повертався, стався нещасний випадок — юнак зірвався зі скель та загинув.
Одного разу Піріфой вирішив викрасти богиню Персефону з підземного царства і попросив взяти участь в цьому Тесей. Подорож Тесея та Піріфоя була невдалою — в результаті вони обидва виявились закованими в кайдани Аїдом. На допомогу їм поспішив Геракл, але зміг врятувати тільки одного з бранців — Тесея.
Через декілька століть після описуваних подій відбулась Марафонська битва. Армія перського царя Дарія пішла в наступ на грецькі міста. Афінське військо значно поступалось чисельністю, і ймовірність поразки буда дуже великою. Коли положення стало критичним, на допомогу до еллінів прийшла людина. Вона мала величезну фігуру, яка здавалась темною навіть при світлі дня. Воїни визнали в ньому Тесея, втручання якого допомогло зупинити і перемогти персів.

## Видавництва
- Рябінін О. В. Тесей: Казка про древніх богів, богинь, царів та богатирів. — СПб.: Видавництво «Антологія», 2018. — 216 с. іл. ISBN 978-5-6040037-6-3
- В 2020 році був опублікований переклад книги на українську мову в електронному вигляді.

## Критика
Як і першу частина трилогії, «Тесея» в цілому тепло зустріли критики. Автор залишився вірним обраній в «Яблуці розбрату» концепції, аж до дрібниць в оформленні. Був збережений і підзаголовок «Казка про древніх богів, богинь, царів та богатирів», який став головною мішенню критиків першої книги циклу, адже міф відрізняється від казки, а «богатирів» антична культура не знає. Однак, в своєму відгуку на «Тесея» літературний оглядач Єлизавета Гончарова знаходить причину невідповідності: «Недарма Рябінін називає „Тесея“ казкою, а не збіркою міфів, так як розповідь адаптована для сприйняття дітей та підлітків». На презентації книги автор підтвердив, що підзаголовок був введений ним виключно з ціллю залучення дитячої аудиторії
Книжковий критик Дмитро Гасін в своєму огляді ставить книги Рябініна «Яблуко розбрату» та «Тесей» в один ряд з відомими переказами грецьких міфів — «Легенди і міфи Древньої Греції» Миколи Куна і «Цікава Греція» Михайла Гаспарова, а по мові викладення порівнює їх з «Голубою книгою» Михайла Зощенка. Також Гасін звертає увагу на те, що Рябінін притримується точності викладення міфів, завжди залишає юному читачеві тільки найбільш «безпечні» аспекти історії: «Дорослих цікавлять подробиці народження Мінотавра і все про Пасіфаю, — вже такі ми зіпсовані люди, — а дітей цікавить, як Тесей технічно цього „головного боса“ царства Міноса переміг і як потім вибрався з Лабіринту». Важливими перевагами книги Гасін називає стиль викладення, максимально наближений до сучасної літератури, вдале зниження лексики, уникнення при цьому недоречних в дитячій літературі цинізму та іронії, побудова логічної історії «казки» на безсистемному і багатоваріантному міфологічному матеріалі, введення в розповідь близьких і зрозумілих для дитини орієнтирів (звідси ж «богатирі»).
На думку письменника Олега Жданова, через таку осучаснення Рябінін «позбавляє міфи зайвої патетики і повертає їх первісне значення». Головний герой постає об'ємним і багатогранним.

З певної точки зору книгу можна навіть назвати біографією Тесея з серії «Життя чудових напівбогів». Однак наш герой говорить і думає, … а його життя складається не тільки з низки перемог над розбійниками, кентаврами та мінотавром. Власне, простота і об'ємність нового прочитання міфологічного корпусу, присвяченого Тесею, робить героя зрозуміли, близьким і справжнім. Він герой свого часу так само, як Печорін та супергерої Марвел. Він неоднозначний та привабливий, а його життя — детектив, трилер і сімейна сага.

Цю думку розвиває письменник та історик Громов:

Тесей представлений не тільки як сміливець, але і творець афінського державного устрою… Він розробляє звід законів…., встановлює порядок призначення на ключові посади… А потім відмовляється від царського звання, зберігши за собою лише посаду верховного воєначальника. Вчинок не менш відважний, ніж рішення… самому відправитись пішки через неспокійний Істм в Афіни.